# الجدول الزمني لتنسيقات الصوت

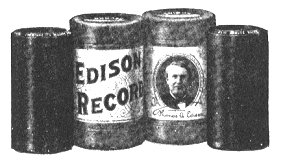

تنسيق الصوت هو وسيلة لتسجيل الصوت والاستنساخ. يتم تطبيق المصطلح على كل من وسائط التسجيل الفعلية وتنسيقات التسجيل للمحتوى الصوتي - في علم الكمبيوتر غالباً ما يقتصر على تنسيق الملف الصوتي، ولكن استخدامه على نطاق أوسع يشير عادة إلى الطريقة الفعلية المستخدمة لتخزين البيانات.
يتم تسجيل الموسيقى وتوزيعها باستخدام مجموعة متنوعة من تنسيقات الصوت، وبعضها يقوم بتخزين معلومات إضافية.